# Laurinda Hope Spear
Laurinda Hope Spear (Rochester, 23 agosto 1950) è un architetto e designer statunitense.
Fra i fondatori dello studio Arquitectonica costituito nel 1977, nel 2005, al fine di esplorare ulteriormente i principi di progettazione sostenibile, è stata cofondatrice di ArquitectonicaGEO, studio di architettura del paesaggio.

## Biografia
La Spear si è laureata in architettura alla Everglades School nel 1968 e ha ottenuto il Bachelor of Fine Arts dalla Brown University nel 1972 dove ha esercitato il ruolo di assistente per sei anni. Ha conseguito il Master of Architecture dalla Columbia University nel 1975 ed il Master of Landscape Architecture dalla Florida International University nel 2006.
Insieme al marito Bernardo Fort-Brescia e a Hervin Romney ha fondato lo studio Arquitectonica. Uno dei progetti della Spear, l'Atlantis Condominium, è diventato un simbolo di Miami, grazie alle sue frequenti apparizioni in Miami Vice.
Nel 1992 è diventata membro dell'American Institute of Architects. Nel 1999 è stata inserita nella Interior Design Magazine Hall of Fame e ha vinto anche il Rome Prize per l'architettura. Con ArquitectonicaGEO, il suo lavoro comprende l'inserimento nel paesaggio del nuovo Miami Science Museum, nonché la Hudson Place a New York.

## Stile di design
La Spear non segue il classico eclettismo del postmoderno, ma preferisce esprimersi in uno stile più originale e personale.
Il suo stile è da considerarsi non convenzionale, utilizza forme geometriche astratte e colori primari e sa essere ora romantico e giocoso, ora anche audace e drammatico.
L'architetto Philip Johnson ha definito il suo team come "il più coraggioso in attività".
La Spear è responsabile di gran parte del lavoro firmato dallo studio e con il suo gruppo Laurinda Spear Products ha immesso sul mercato oltre 150 prodotti.